# Chaubardiella tigrina
Chaubardiella tigrina är en orkidéart som först beskrevs av Leslie Andrew Garay och Galfrid Clement Keyworth Dunsterville, och fick sitt nu gällande namn av Leslie Andrew Garay. Chaubardiella tigrina ingår i släktet Chaubardiella och familjen orkidéer. Inga underarter finns listade i Catalogue of Life.

## Bildgalleri

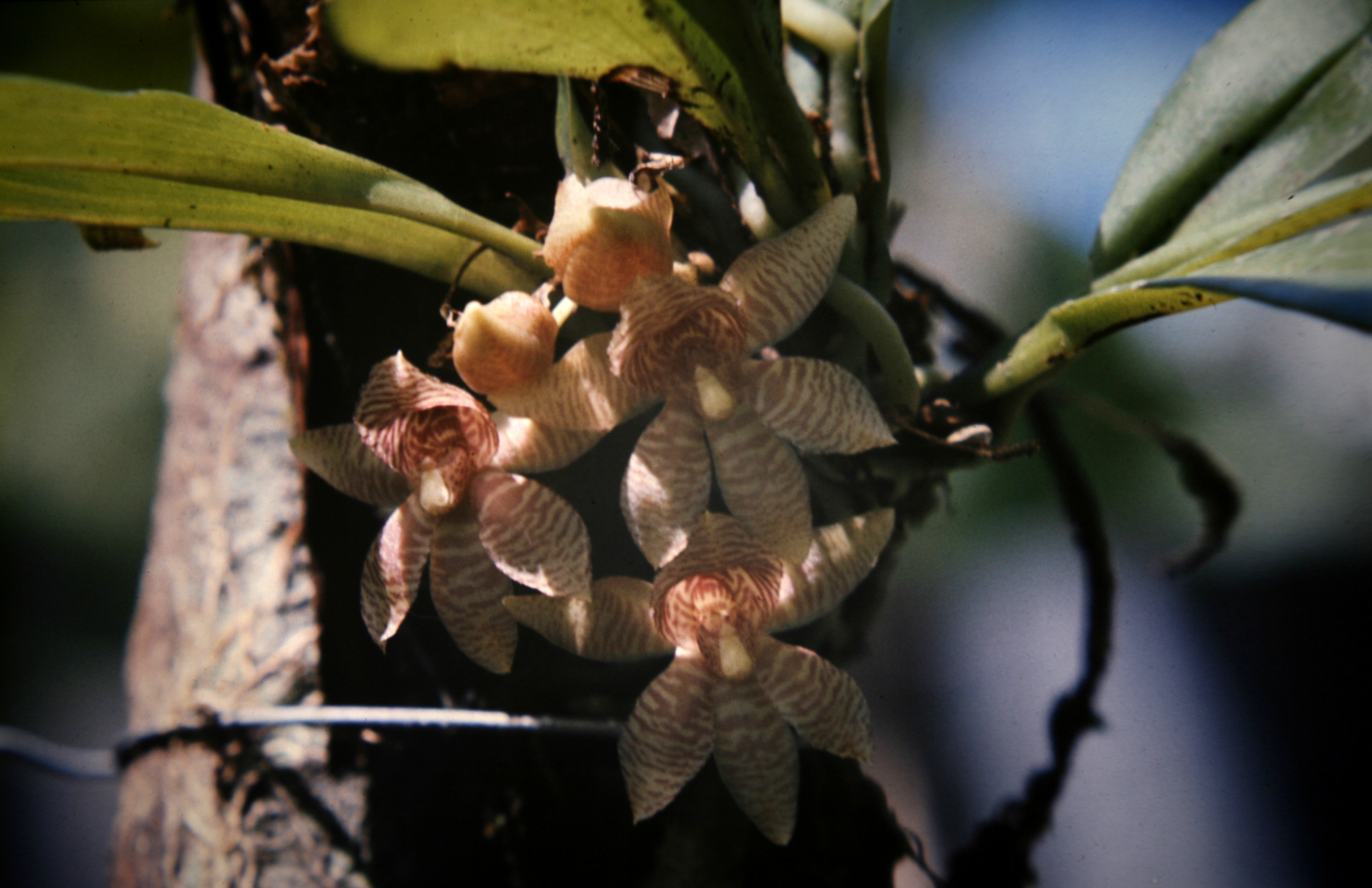
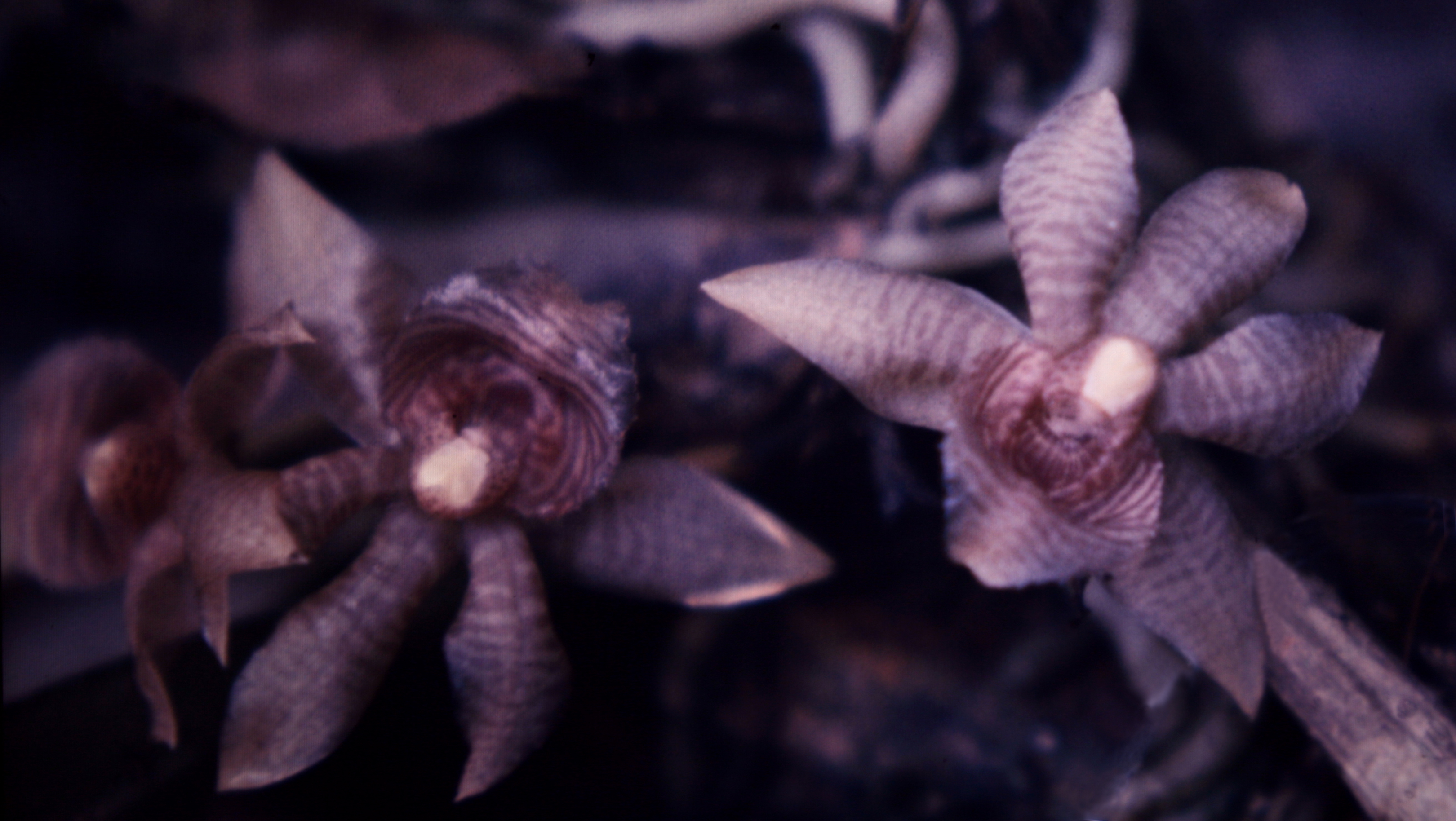
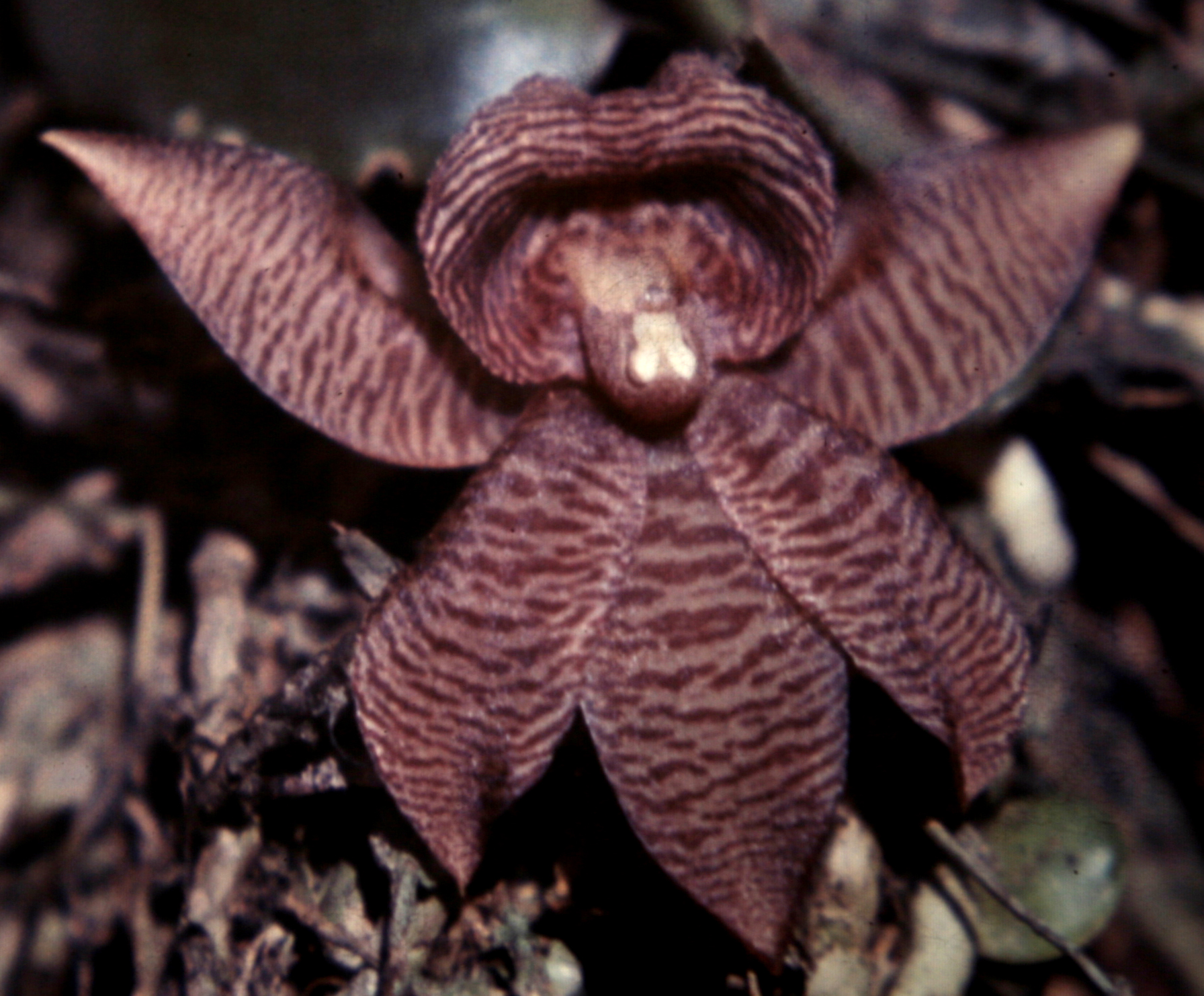